# Utako Shimoda
Utako Shimoda (下田 歌子, Shimoda Utako, 30 septembre 1854 - 8 octobre 1936) est une poétesse et éducatrice japonaise des ères Meiji et Taishō. Née dans l'actuelle ville d'Ena de la préfecture de Gifu, elle est la fondatrice de l'école devenue aujourd'hui l'université Jissen pour femmes.

## Source de la traduction
- (en) Cet article est partiellement ou en totalité issu de l’article de Wikipédia en anglais intitulé « Utako Shimoda » (voir la liste des auteurs).